# Корейская высокоскоростная железная дорога
Корейская высокоскоростная железная дорога (кор. 한국고속철도 Хангук косок чхольто, англ. Korea Train eXpress; KTX) — скоростная железнодорожная система государственной компании «Корейские железные дороги» в Республике Корея. Строительство началось с первой секции скоростной линии из Сеула в Пусан в 1992 году. В дальнейшем проект был разделён на две фазы и включил также развитие существующих линий и строительство дополнительной ветки из Сеула в Мокпхо. Технология, использованная при запуске KTX, была основана на французской системе TGV / LGC, однако вскоре импортные технологии получили развитие в Корее. Первая фаза проекта была завершена и движение поездов началось 1 апреля 2004 года. В первые годы эксплуатации объём перевозок и доходы не оправдывали ожиданий, однако уже с 2007 года линия стала приносить прибыль, а количество перевезённых пассажиров превысило 100 000 человек в день.
Второй скоростной участок на линии Кёнбусон (Сеул — Пусан) был введён в эксплуатацию 1 ноября 2010 года. А к 2014 году скоростная линия вышла на полную мощность, когда были закончены два участка, проходящие через жилые районы. В декабре 2009 года началось строительство линии в Мокпхо, которая открылась в 2014 году.
22 декабря 2017 года, в рамках подготовки к Зимним Олимпийским играм в Пхёнчхане была введена в эксплуатацию высокоскоростная линия Каннын, соединившая вокзал в Сеуле со станцией Каннын. В Канныне располагался прибрежный кластер олимпийских объектов, где проходили соревнования по ледовым видам спорта, а от предыдущей перед Канныном станции Чинбу можно было добраться до города Пхёнчхана и горнолыжного курорта Альпензия, где проходили олимпийские соревнования на открытом воздухе. Линия остается востребованной, поскольку Каннын является одним из туристических центров Республики Корея, здесь, на берегу Японского моря расположено несколько популярных пляжей, а Альпензия — одним из двух южнокорейских горнолыжных курортов международного уровня (второй находится в Муджу).
Во время Олимпийских игр высокоскоростные поезда KTX до Каннына ходили прямо из международного аэропорта Инчхон, по линии AREX. После завершения Игр, с марта 2018 года, этот сервис был прекращен, ввиду низкой востребованности (заполняемость поездов порядка 15 %) и ограничения скорости поездов на линии AREX до 140 км/ч.
В настоящее время существуют также планы по строительству других линий.
Скорость движения поездов по линиям KTX в настоящее время достигает 305 км/ч, хотя инфраструктура рассчитана на скорости до 350 км/ч. Изначально на линиях использовался состав, основанный на французской модели TGV Réseau, частично производимой в Корее. Разработанный в 2002—2008 годах прототип HSR-350x, поставивший рекорд скорости на южнокорейских железных дорогах в 352,4 км/ч, стал основой эксплуатируемых в настоящее время поездов KTX-Санчхон (KTX-II). В настоящее время идёт разработка прототипа HEMU-430X, которая должна позволить с 2014 года начать использовать составы KTX-III со скоростью до 350 км/ч.

## В массовой культуре
В фильме «Поезд в Пусан» действие происходит в поезде Корейской высокоскоростной железной дороги.